# Boa EC
Az Boa Esporte Clube, vagy Boa Esporte, röviden Boa, a brazíliai Varginha városának labdarúgócsapata, melyet 1947. június 30-án alapítottak. Minas Gerais Mineiro bajnokságában, valamint az országos bajnokság másodosztályában, a Série B-ben szerepel.

## Története
A klubot Ituiutaba városában hozták létre 1947-ben, és az Ituiutaba Esporte Clube névre keresztelték. 2011-ben a csapat átköltözött Varginhába és új névvel Boa Esporte Clube indultak el a bajnokságban. Miután Ituiutabában átadták az új stadiont, visszatértek, de a csapat nevén már nem változtattak. Országos hírnévre a 2016-os harmadosztályú bajnokság megnyerésével tettek szert.

## Sikerlista

### Hazai
- 1-szeres harmadosztályú bajnok: 2016

## Játékoskeret
2014-től
| # |        | Poszt | Név              |
| - | ------ | ----- | ---------------- |
|   | Brazil | K     | Emerson          |
|   | Brazil | K     | João Carlos      |
|   | Brazil | K     | Jota             |
|   | Brazil | V     | Edmar            |
|   | Brazil | V     | Hieger           |
|   | Brazil | V     | Lula             |
|   | Brazil | V     | Leandro Silva    |
|   | Brazil | V     | Marinho Donizete |
|   | Brazil | V     | Rafael Goiano    |
|   | Brazil | V     | Sheslon          |
|   | Brazil | V     | Thiago Carvalho  |
|   | Brazil | V     | Wallace          |

| # |        | Poszt | Név              |
| - | ------ | ----- | ---------------- |
|   | Brazil | KP    | Gilson           |
|   | Brazil | KP    | Marcão           |
|   | Brazil | KP    | Marcel           |
|   | Brazil | KP    | Willian Magrão   |
|   | Brazil | KP    | Tomas            |
|   | Brazil | KP    | Vinícius Hess    |
|   | Brazil | KP    | Willian Mineiro  |
|   | Brazil | KP    | Wellington Reis  |
|   | Brazil | CS    | Getterson        |
|   | Brazil | CS    | Michel           |
|   | Brazil | CS    | Robinho          |
|   | Brazil | CS    | Uálisson Pikachu |